# Aeródromo de Rancho El Durangueño
El Aeródromo de Rancho El Durangueño es un pequeño campo de aviación privado ubicado en el predio conocido como Rancho El Durangueño, en el municipio de Canatlán, Durango; se encuentra a 16 kilómetros al suroeste de la cabecera municipal. Cuenta con una pista de aterrizaje de 1,555 metros de largo y 14 metros de ancho con gotas de viraje en ambas cabeceras, así como 2 calles de rodaje de 8 metros de ancho que conectan directamente con un pequeño hangar. Actualmente solo se utiliza con propósitos de aviación general.